# Georg Kjellin
Georg Viktor Kjellin, född 27 maj 1878 i Stockholm, död där 25 juni 1943, var en svensk läkare. 
Georg Kjellin var son till bruksförvaltaren Gustaf Viktor Kjellin. Han blev student 1896 och studerade därefter vid Karolinska Institutet där han blev medicine kandidat 1901 och medicine licentiat 1904. Efter förordnanden bland annat vid Sankt Görans sjukhus tuberkulosavdelning 1905–1906 och vid Provisoriska sjukhuset i Stockholm 1906–1908 var han 1912–1915 biträdande läkare vid Stockholms norra tuberkulosbyrå och föreståndare för densamma 1915–1932. När norra och södra byråerna sammanslogs till Stockholms stads tuberkulosbyrå 1932, blev han föreståndare för densamma, en befattning han innehade till 1943. Kjellin var läkare vid Engelbrekts friluftsskola i Stockholm från 1915, undersökningsläkare vid Stockholms södra barnbördshus från 1917 och läkare vid Stockholms barnavårdsnämnds barnhem 1922–1929.
Han var bror till Sigrid, Elis och Helge Kjellin samt farbror till Alf Kjellin.